# جيف وليامز (لاعب كرة قدم أمريكية)
جيف وليامز (بالإنجليزية: Jeff Williams) هو لاعب كرة قدم أمريكية أمريكي، ولد في 15 أبريل 1955 في غلوستر في الولايات المتحدة.

## وصلات خارجية
- جيف وليامز على موقع مرجع كرة القدم المحترفة.كوم (الإنجليزية)